# Ceratoneuronella aligherini
Ceratoneuronella aligherini is een vliesvleugelig insect uit de familie Eulophidae. De wetenschappelijke naam is voor het eerst geldig gepubliceerd in 1915 door Girault.